# Plecia lopesi
Plecia lopesi är en tvåvingeart som beskrevs av Hardy 1940. Plecia lopesi ingår i släktet Plecia och familjen hårmyggor. Inga underarter finns listade i Catalogue of Life.